# Michael Weatherly
Michael Manning Weatherly, Jr. (New York, 8 luglio 1968) è un attore statunitense.

## Biografia
Prima di intraprendere la carriera di attore ha studiato in diversi college americani come la Boston University e la Menlo University senza conseguire la laurea. Ha cinque sorelle e un fratello.
In campo musicale, nel 1990 ha anche scritto e recitato nel videoclip della canzone Sukiyaki della banda di musica leggera A Taste Of Honey, nella versione per il karaoke. Inizia a recitare nel 1991 con una piccola parte ne I Robinson (The Cosby Show). Da segnalare due fugaci apparizioni nelle note serie Ally McBeal e Streghe e soprattutto l'esordio nel 2000 in Dark Angel come co-protagonista. Qui conosce la giovane attrice Jessica Alba, con la quale inizierà una storia sentimentale che durerà due anni. Nel 2001 ottiene un ruolo nel film Venus and Mars.
A partire dal 2003 riscuote un grande successo interpretando l'agente speciale Anthony DiNozzo nella serie NCIS - Unità anticrimine, spin-off di JAG - Avvocati in divisa, ruolo che lascerà al termine della tredicesima stagione. Weatherly ha anche contribuito a due canzoni della colonna sonora di NCIS, Bitter and Blue e Under the Sun. Nel settembre 2016 ha esordito come protagonista della serie Bull, interpretando il dottor Jason Bull. Il 19 gennaio 2022 Weatherly ha annunciato che avrebbe lasciato la serie alla fine della sesta stagione, che di conseguenza sarebbe stata anche l'ultima per le accuse di molestie sessuali ai danni della collega Eliza Dushku.

## Vita privata
Nel 1995 ha sposato Amelia Heinle (conosciuta sul set della soap Quando si ama e interprete di Steffie Brewster in Febbre d'amore) dalla quale ha avuto un figlio, August, nel 1996, per poi separarsi l'anno successivo. Dal 2000 al 2003 è stata legato all'attrice Jessica Alba. Nel settembre 2009 Weatherly ha sposato la dottoressa Bojana Jankovic (medico internista), originaria della Serbia, che da anni viveva in Canada. La coppia ha due figli, Olivia e Liam Milan.

## Filmografia

### Cinema
- Piacere, Wally Sparks (Meet Wally Sparks), regia di Peter Baldwin (1997)
- The Last Days of Disco, regia di Whit Stillman (1998)
- Gun Shy - Un revolver in analisi (Gun Shy), regia di Eric Blakeney (2000)
- The Specials, regia di Craig Mazin (2000)
- Venus and Mars, regia di Harry Mastrogeorge (2001)
- Trigger Happy, regia di Julian West (2001)
- Romantica Jeana (Her Minor Thing), regia di Charles Matthau (2005)
- Charlie Valentine, regia di Jesse V. Johnson (2009)

### Televisione
- I Robinson (The Cosby Show) – serie TV, episodio 7x14 (1991)
- Quando si ama (Loving) – soap opera, 440 puntate (1992-1995)
- The Hills – serie TV (1995-1996)
- Pier 66, regia di Michael Lange – film TV (1996)
- Asteroid, regia di Bradford May – film TV (1997)
- Spy Game – serie TV, 1 episodio (1997)
- Grown-Ups, regia di Jonathan Prince – film TV (1998)
- The Advanced Guard, regia di Peter Geiger – film TV (1998)
- Significant Others – serie TV, 6 episodi (1998)
- Jesse – serie TV, 6 episodi (1998)
- Streghe (Charmed) – serie TV, episodio 1x18 (1998)
- Il Corvo (The Crow: Stairway to Heaven) – serie TV, episodio 1x22 (1999)
- Winding Roads, regia di Theodore Melfi – film TV (1999)
- Cabin by the Lake, regia di Po-Chih Leong – film TV (2000)
- Grapevine – serie TV, episodio 1x05 (2000)
- Ally McBeal – serie TV, episodio 4x01 (2000)
- Dark Angel – serie TV, 42 episodi (2000-2002)
- JAG - Avvocati in divisa (JAG) – serie TV, episodi 8x20 – 8x21 (2003) - Anthony DiNozzo
- NCIS - Unità anticrimine (NCIS) – serie TV, 307 episodi (2003-2024) – Anthony DiNozzo
- Il mistero di Natalie Wood (The Mystery of Natalie Wood), regia di Peter Bogdanovich – film TV (2004)
- Major Crimes – serie TV, episodio 1x04 (2012)
- NCIS: New Orleans – serie TV, episodio 1x02 (2014) – Anthony DiNozzo
- NCIS: Los Angeles – serie TV, episodio 7x05 (2015) – Anthony DiNozzo
- Bull – serie TV, 125 episodi (2016-2022)

## Doppiatori italiani
Nelle versioni in italiano dei suoi lavori, Michael Weatherly è stato doppiato da:
- Alessandro Quarta in JAG - Avvocati in divisa, NCIS - Unità anticrimine, NCIS: New Orleans, NCIS: Los Angeles, Bull
- Alessio Cigliano in Quando si ama
- Pasquale Ruju in Sentieri
- Mauro Gravina in Asteroid
- Stefano Crescentini in Streghe
- Claudio Colombo in Ally McBeal
- Fabrizio Vidale in Major Crimes
- Gianluca Iacono ne Il Corvo
- Riccardo Niseem Onorato in Dark Angel (st. 1)
- Francesco Bulckaen in Dark Angel (st. 2)